# Хасан Мінхаж
Ха́сан Мі́нхаж (англ. Hasan Minhaj, [ˈhʌsən ˈmɪnhɑːʒ]; гінді हसन मिन्हाज; урду حسن منہاج; народився 23 вересня 1985) — американський комік, письменник, продюсер, політичний коментатор, актор і телеведучий індійського походження. Його шоу Patriot Act with Hasan Minhaj на Netflix отримало дві премії Пібоді та дві премії Webby.
Мінхаж працював як стендап-комік і з'являвся у дрібних ролях у телесеріалах, а більш відомим став завдяки своїй роботі у The Daily Show у ролі старшого кореспондента з 2014 по 2018 рік. Мінхаж був запрошеним спікером на вечері кореспондентів Білого дому у 2017 році. Його перший комедійний спецвипуск, Homecoming King, дебютував на Netflix 23 травня 2017 року й мав позитивні відгуки від критиків, принісши Мінхажу його першу премію Пібоді.
Мінхаж покинув The Daily Show у серпні 2018 року, щоб вести власне щотижневе комедійне шоу, Patriot Act, яке дебютувало на Netflix 28 жовтня 2018 року. У квітні 2019 року шоу отримало премію Пібоді, а Мінхаж увійшов до списку 100 найвпливовіших людей світу за версією Time.
У 2021 році Мінхаж з'являвся як повторюваний персонаж у 2 сезоні серіалу «Ранкове шоу» на Apple TV+.

## Ранні роки
Мінхаж народився в родині мусульман з Аліґарха, штат Уттар-Прадеш. Його батьки, Нажме і Сіма Мінхаж (уроджена Усмані) іммігрували в Девіс, Каліфорнія, Сполучені Штати, де Хасан народився і виріс. Після його народження він з батьком, який за фахом хімік-органік, залишилися в Сполучених Штатах, поки мати повернулася до Індії на вісім років, щоб закінчити своє навчання на медика, відвідавши США через три роки, у 1989, щоб народити дочку. Хасан ходив у старшу середню школу Девіса, яку закінчив у 2003 році. Потім Мінхаж навчався в Університеті Каліфорнії університеті в Девісі, який закінчив зі ступенем бакалавра мистецтв у галузі політичних наук у 2007 році.

## Кар'єра

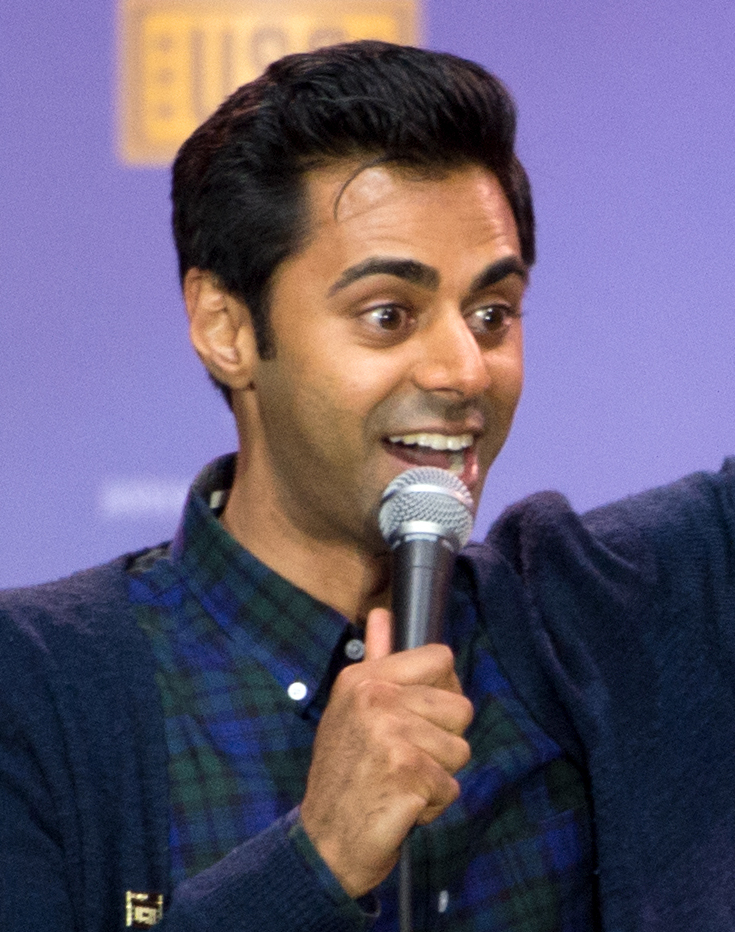
Мінхаж виступає у 2016 році

Під час навчання в коледжі він зацікавився комедією після того, як вперше побачив стендап-спешл — це був спецвипуск Кріса Рока Never Scared. Він почав їздити до Сан-Франциско, щоб виступати. У 2008 році він переміг на конкурсі Best Comic Standing радіостанції Wild 94.9, завдяки чому зміг виступати на розігріві у Кетт Вільямс, Пабло Франциско та Габріеля Іглесіаса. Він також працював неповний робочий день на вебсайті Ning, використавши згодом цей досвід у виступах. Своїми натхненниками Мінхаж називає Кевіна Ши, В. Камау Белла та Арджа Баркера.
У 2009 році Мінхаж переїхав до Лос-Анджелеса, щоб виступати у Stand-up for Diversity на каналі NBC, де був фіналістом. У 2011 році він мав повторювану роль в телевізійному ситкомі State of Georgia і знявся в різних ролях у шоу прихованої камери MTV «Disaster Date». У 2013 році Мінхаж з'явився в гостьових ролях у серіалах «Уповільнений розвиток» і «Getting On». У 2013 році він вів Stand Up Planet, а у 2014 році — вебсеріал The Truth with Hasan Minhaj. У 2014 році він озвучив Рабі Рея Рану у відеогрі Far Cry 4.
19 листопада 2014 року Мінхаж почав працювати на The Daily Show — він став останнім кореспондентом, найнятим тодішнім ведучим Джоном Стюартом. Для прослуховування Мінхаж використав суперечку Бена Аффлек і Білла Мара про іслам, яка сталась на шоу Мара напередодні.
18 червня 2016 року Мінхаж виступив у ролі ведучого на щорічній вечері кореспондентів радіо і телебачення. Його виступ привернув увагу тим, що він засудив бездіяльність Конгресу Сполучених Штатів щодо ухвалення законодавства про контроль над зброєю. 
29 квітня 2017 року Мінхаж був спікером на вечері кореспондентів Білого дому, де, традиційно для цієї ролі, висміював істеблішмент Вашингтона, національної політики, поточні події, тодішнього президента, пресслужбу Вашингтона та американські ЗМІ. Він розкритикував президента США Дональда Трампа, який бойкотував цей захід, назвавши його «головним брехуном» і нагадав пресі виконувати свою роботу.
У жовтня 2015 року на оф-Бродвеї дебютувало шоу Мінхажа Homecoming King, центральною темою якого став досвід іммігрантів у Сполучених Штатах, проілюстрований історіями з життя Мінхажа як американця другого покоління індійського-мусульманського походження. Пізніше він перетворив це шоу на свій перший стендап-спешл Hasan Minhaj: Homecoming King, знятий у Центрі Мондаві в альма-матер Мінхажа, Каліфорнійському університеті у Девісі, у січні 2017 року. Прем'єра випуску відбулася на Netflix 23 травня 2017 року; він отримав телевізійну премію Пібоді.
У березні 2018 року Netflix оголосив про вихід на платформі власного щотижневого шоу Мінхажа. Прем'єра нового шоу під назвою Patriot Act with Hasan Minhaj відбулася 28 жовтня 2018 року. Початкове замовлення було зроблене на 32 епізоди. Patriot Act досліджує сучасний культурний, політичний та економічний ландшафт. У квітні 2019 року Мінхадж увійшов до списку Найвпливовіших людей світу за версією Time й отримав свою другу премію Пібоді за Patriot Act. Через кілька місяців після виходу в ефір епізоду шоу про кризу студентських позик його викликали для свідчення з цього приводу перед Конгресом США. У серпні 2020 року Мінхаж оголосив, що серіал не буде продовжено після 40 епізодів.
27 листопада 2018 року на каналі Comedy Central вийшов спецвипуск під назвою Goatface, за участю Мінхажа, Фахіма Анвара, Асіфа Алі та Арістотеля Атарі. У лютому 2019 року Мінхаж грав у виїзному складі під час матчу всіх зірок НБА у Шарлотті, штат Північна Кароліна.
13 листопада 2020 року було оголошено, що Мінхаж з'явиться у повторюваній ролі в 2 сезоні серіалу «Ранкове шоу» на Apple TV+.

## Впливи
Мінхаж сказав, що на його комедійну творчість вплинули Річард Прайор, Дейв Шапел, Тревор Ноа, Хунот Діас, Джон Стюарт, Кріс Рок і Стівен Колбер.

## Особисте життя і сім'я
У січні 2015 року Мінхаж одружився з Біною Пател, з якою познайомився в коледжі. Біна здобула ступінь доктора громадського здоров'я в 2013 році й відтоді працює з бездомними пацієнтами, а також є консультантом з управління в неприбутковій компанії з медичного страхування MedAmerica. Як і Мінхаж, його дружина є американкою в другому поколінні індійського походження: Пател — індуска гуджаратського походження, а Мінхаж — мусульманин. До пандемії вони жили в Нью-Йорку, але відтоді переїхали в Гринвіч, штат Коннектикут. Мають двох дітей: доньку (2018 року народження) та сина (2020 року народження).
Окрім англійської, Мінхаж вільно володіє рідними індійськими мовами гінді та урду. Мінхаж не знав, що у нього є сестра, аж до восьми років, коли його мати і сестра назавжди повернулися з Індії.  Аєша Мінхадж працює адвокатом у Сан-Франциській затоці.

## Нагороди та номінації
| Рік  | Асоціація         | Категорія                             | Номінована робота                           | Результат | Прим.         |
| ---- | ----------------- | ------------------------------------- | ------------------------------------------- | --------- | ------------- |
| 2016 | Chhaya CDC Award  | Architects Of Change Honoree          |                                             | Перемога  | [ 54 ]        |
| 2017 | Teen Choice Award | Choice Comedian                       | Номінація                                   | [ 55 ]    |               |
| 2018 | Shorty Award      | Best in Comedy                        | The Daily Show                              | Номінація | [ 56 ]        |
| 2018 | Peabody Awards    | Entertainment honoree                 | Hasan Minhaj: Homecoming King               | Перемога  | [ 57 ]        |
| 2019 | Peabody Awards    | Entertainment honoree                 | Patriot Act with Hasan Minhaj               | Перемога  | [ 35 ]        |
| 2019 | Time              | 100 Most Influential People           |                                             | Перемога  | [ 34 ]        |
| 2019 | Webby Awards      | Video Entertainment                   | «Deep Cuts» (Patriot Act with Hasan Minhaj) | Перемога  | [ 58 ] [ 59 ] |
| 2019 | Webby Awards      | Special Achievement                   | Patriot Act with Hasan Minhaj               | Перемога  | [ 59 ]        |
| 2019 | Webby Awards      | Social Campaign for Television & Film | Patriot Act with Hasan Minhaj               | Номінація | [ 60 ]        |